# Диоон
Диоон (лат. Dioon) — род саговников семейства Замиевые (Zamiaceae).
Диоон датируется юрским периодом или, возможно, раньше.
Название рода происходит от др.-греч. δι — «два» и ώόν — «яйцо», потому что семена растут парами.

## Описание
Ствол обычно неразветвлённый. Как правило, это растения 3-6 метров в высоту. Листья, как правило, многочисленные и широкие, жёсткие. Шишки, сравнительно крупные, одиночные.
Dioon spinulosum вырастает до высоты 16 м и диаметром 40 см. Женские шишки достигают 80 см в длину и 30 см в диаметре.

## Распространение и экология
Представители рода распространены в Мексике и Центральной Америке, на юге Никарагуа. Места обитания включают вечнозелёные и полувечнозелёные влажные тропические леса, тропические лиственные леса, сосново-дубовые леса и сухие, каменистые склоны, ущелья и прибрежные дюны. Большая часть ареала рода была потеряна из-за сельского хозяйства и жилищного строительства. Сегодня, виды диоона находятся в основном в ненарушенных местообитаниях, ограниченных оврагами и крутыми, скалистыми районами на склонах холмов, которые являются непригодными или недоступными для сельского хозяйства или лесозаготовки.

## Виды
По информации базы данных The Plant List (на июль 2016) род включает 13 видов:
- Dioon argenteum T.J.Greg., Chemnick, Salas-Mor. & Vovides (2003)
- Dioon califanoi De Luca & Sabato (1979)
- Dioon caputoi De Luca, Sabato & Vázq.Torres (1980)
- Dioon edule Lindl. (1843) typus — Диоон съедобный
- Dioon holmgrenii De Luca, Sabato & Vázq.Torres (1981)
- Dioon mejiae Standl. & L.O.Williams (1950) — Диоон Меджа
- Dioon merolae De Luca, Sabato & Vázq.Torres (1981)
- Dioon purpusii Rose (1909)
- Dioon rzedowskii De Luca, A.Moretti, Sabato & Vázq.Torres (1980)
- Dioon sonorense (De Luca, Sabato & Vázq.Torres) Chemnick, T.J.Greg. & Salas-Mor. (1998)
- Dioon spinulosum Dyer ex Eichl. (1883) — Диоон колючий
- Dioon stevensonii Nic.-Mor. & Vovides (2009)
- Dioon tomasellii De Luca, Sabato & Vázq.Torres (1984)